# Josef Vaněk (politik)
Josef Vaněk (14. června 1887 Třebíč – 23. května 1944 Buchenwald) byl československý politik, poslanec Národního shromáždění za Československou stranu národně socialistickou a dlouholetý starosta Třebíče.
V prosinci roku 2018 byla vydána kniha o životě Josefa Vaňka, autorkou je studentka Gymnázia Třebíč Sabina Lászlová.

## Rodina
Josef Vaněk vychodil chlapeckou měšťanskou školu v Třebíči. Poté vystudoval Veřejnou obchodní školu dvojtřídní v Třebíči. V roce 1905 převzal po zemřelém otci obuvnickou živnost. V šestadvaceti letech v roce 1913 se oženil s dvaadvacetiletou Albínou Šídlovou, dcerou koželuha. V roce 1914 se jim narodila dcera Vlasta, po čtyřech letech přibyl syn Vladimír. Josef Vaněk nikdy nenastoupil na vojenskou službu (před tou ho pravděpodobně uchránila neznámá vada). Byl ale aktivním členem Sokolu, nevynechal žádný slet a v dospělosti napomohl k rozvoji Sokola v Třebíči. Spolu s manželkou Albínou byli členy Církve Československé husitské, po smrti Josefa Vaňka se Albína Vaňková dále věnovala činnosti dobrovolné laické kazatelky.

## Volby v roce 1925
Třebíčané v roce 1925 volili z devíti politických stran šestatřicetičlenné zastupitelstvo.
Komunistům se podařilo volby konané 3. dubna 1925 vyhrát a získali tak mandát pro jedenáct členů v zastupitelstvu. Těsně za nimi se umístili lidovci s deseti členy a až na třetím místě skončili českoslovenští socialisté s šesti členy. Třemi členy se museli spokojit národní demokraté a živnostníci, se dvěma pak osobní kandidátka dr. Jakubského a s jedním členem sociální demokraté. Starostou byl zvolen komunista Gustav Kliment.
Kliment byl soudem zbaven volebního práva (musel nastoupit do vězení za přestupek spáchaný v roce 1920) a 2. září 1925 se konala nová volba starosty. Novým třebíčským starostou se stal Josef Vaněk, ve funkci starosty byl až do svého zatčení v roce 1939, nejdéle v historii města Třebíče.

## Působení v politice
Josef Vaněk byl třebíčským starostou v letech 1925–1939. V roce 1930 odjel starosta Vaněk za Tomášem Baťou do Zlína vyjednat odkoupení krachujícího podniku Budischowsky & Söhne. Baťa jej v roce 1931 skutečně odkoupil a pomohl tak rozvoji Třebíče. K významným počinům jeho funkčního období nutno mj. přičíst, že ku příležitosti oslav 600. výročí udělení rozsáhlých městských privilegií byl vybudován 13 kilometrů dlouhý přivaděč vody z Heraltic s vodojemem na Strážné hoře; byl členem ústředního výboru těchto oslav.
Působil jako meziválečný člen Moravskoslezského zemského zastupitelstva. V parlamentních volbách v roce 1929 získal za Československou stranu národně socialistickou poslanecké křeslo v Národním shromáždění.

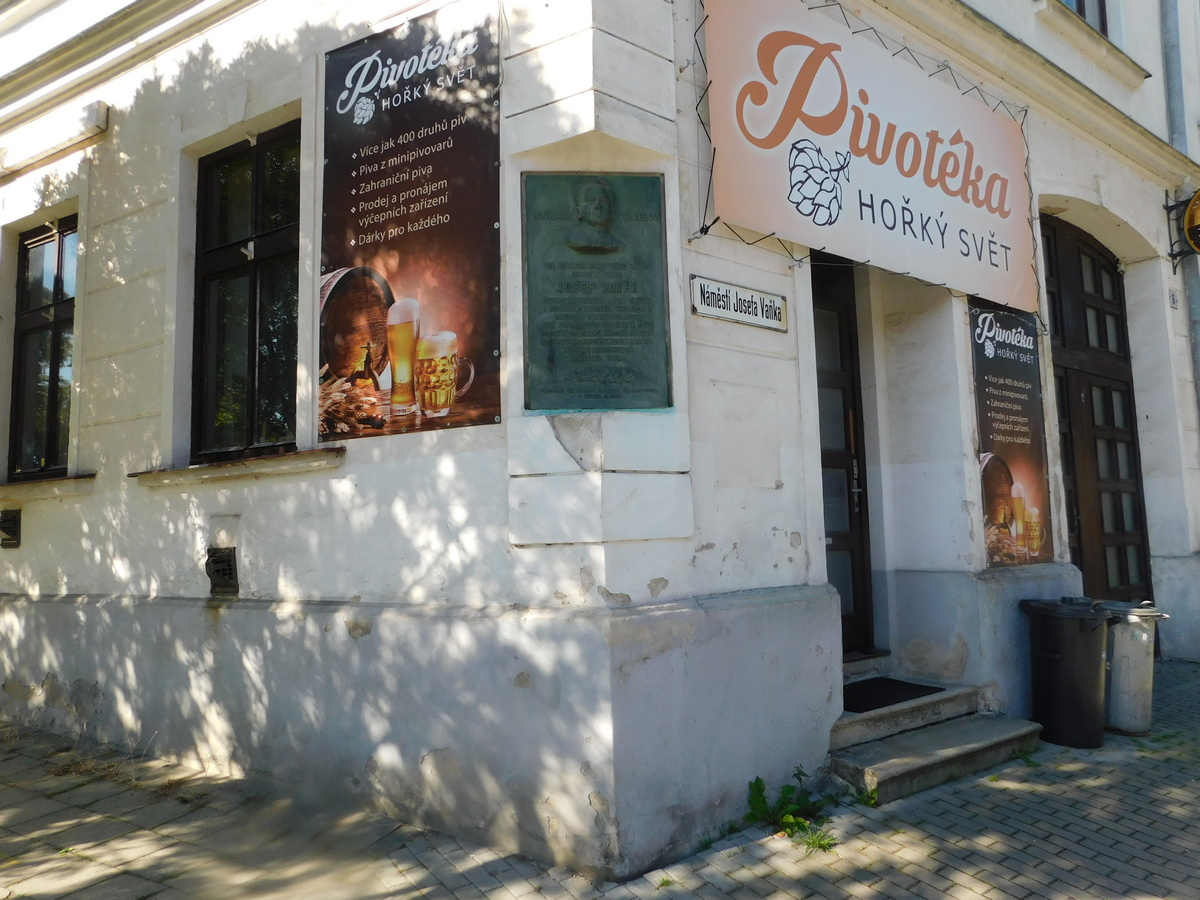
Pamětní deska Josefa Vaňka v Třebíči na Vaňkově nám.

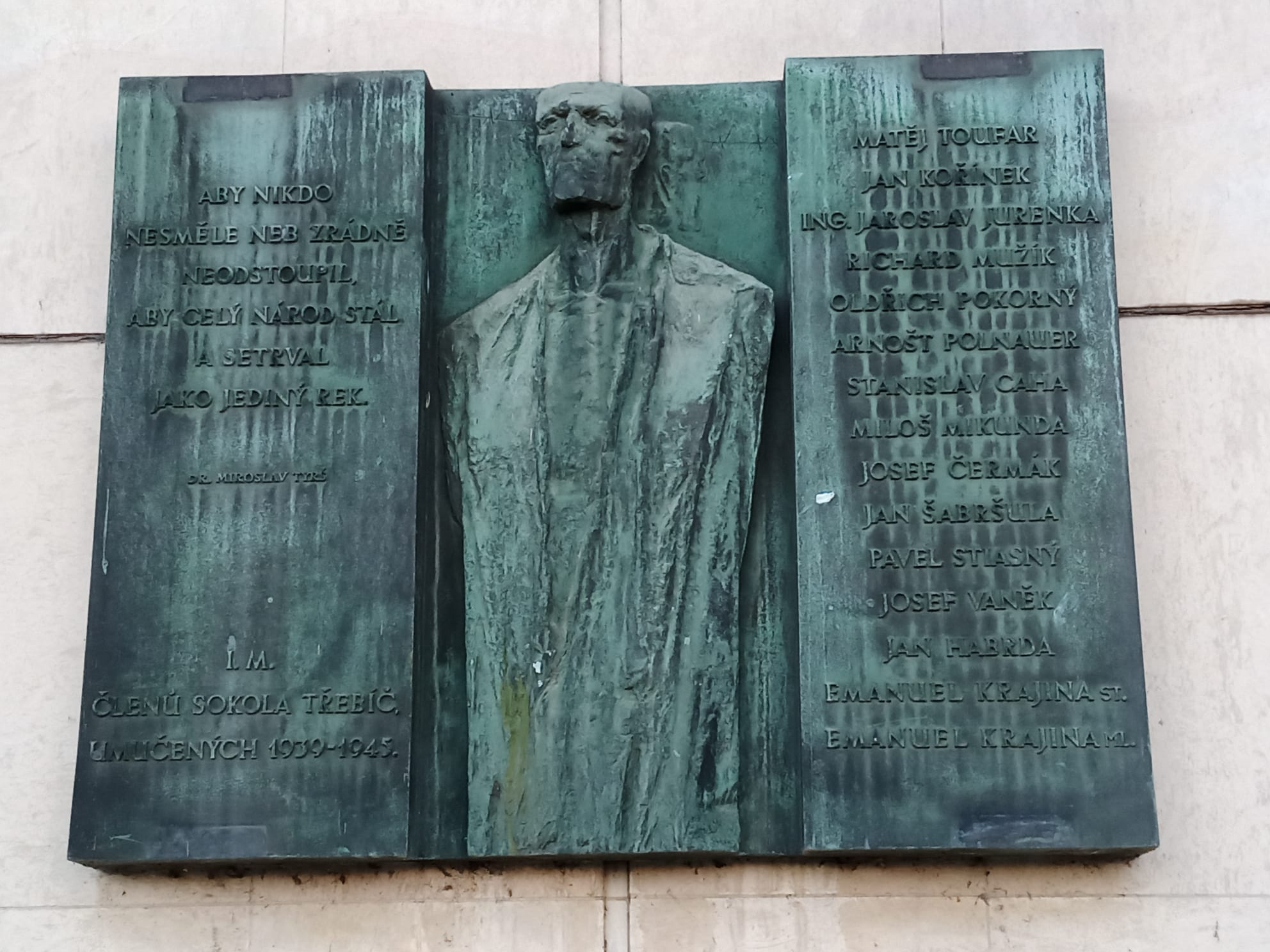
Pamětní deska patnácti členům sokola Třebíč, umučených nacistickými okupanty, ulice Smrtelná

Jako politicky činný český vlastenec se stal obětí nacistické okupační moci: v září 1939 byl zatčen a odvlečen do koncentračního tábora v Buchenwaldu. V KT Buchenwald o něj lékařsky pečoval rodák z Třebíče a uvězněný lékař Vítězslav Horn. Tam v květnu 1944 jeho život skončil.
Jméno Josefa Vaňka nese malé náměstí v třebíčské části v Domcích. V roce 1947 byl po zásluze Josef Vaněk in memoriam jmenován Čestným občanem města Třebíče a na jeho rodném domě byla umístěna pamětní deska.

## Setkání s prezidenty
Josef Vaněk byl velkým obdivovatelem prvního prezidenta Československa T. G. Masaryka. Prezident přijel do Třebíče 13. června 1928.
Starosta Vaněk pronesl slavnostní projev a požádal vzácného hosta o podpis do pamětní knihy.
Starosta Vaněk přivítal i prezidenta Edvarda Beneše, který navštívil Třebíč spolu s manželkou Hanou Benešovou při oficiální návštěvě kraje 17. června 1936.

## Věznění
Prvního září 1939 Vaňka zatklo gestapo. Josef Vaněk odjel z Třebíče jako politický vězeň, který se ničím významným neprovinil, spolu s dalšími zadrženými, mimo jiné i s Antonínem Kalinou a Dr. Ladislavem Hobzou. 9. září byl převezen do koncentračního tábora Dachau a 27. září 1939 začal Vaňkův pobyt v koncentračním táboře Buchenwald, kde byl českým vězňům přidělen blok 47. Vaněk a komunista Antonín Kalina byli v politice velcí soupeři, ale buchenwaldské prostředí je sblížilo. Vlivem špatných hygienických podmínek se u Vaňka objevila růže v obličeji, nemoc se nepodařilo vyléčit a 23. května 1944 Josef Vaněk ve spánku zemřel.